# Крекінг-установка у Тебризі
Крекінг-установка у Тебризі — складова частина виробничого майданчика компанії Tabriz Petrochemical, розташованого у іранській провінції Східний Азербайджан.
З 1996 року в Тебризі діє установка парового крекінгу потужністю по етилену 136 тисяч тонн на рік. Вона піддає піролізу переважно газовий бензин (80 %), а також зріджені вуглеводневі гази (по 8 % бутану і пропану та 4 % етану). Необхідну сировину при цьому в основному отримують з Тебризького нафтопереробного заводу, також відбуваються поставки з Тегеранського НПЗ.
Отриманий етилен далі спрямовується на виробництво поліетилену високої щільності та лінійного поліетилену низької щільності (всього 100 тисяч тонн на рік). Для продукування останнього використовується кополімер — 1-бутен, котрий виробляється на цьому ж майданчику в об'ємі 7 тисяч тонн шляхом димеризації етилену. Крім того, частина етилену необхідна для продукування етилбензену, напівфабрикату в отриманні мономеру стирену, котрий в подальшому використовується для виробництва 134 тисяч тонн полістирену кількох видів та акрилонітрилбутадієнстиренового каучуку (35 тисяч тонн).
Оскільки установка споживає доволі важку (як для нафтохімії) сировину, це дозволяє також продукувати 56 тисяч тонн пропілену та 17 тисяч тонн бутадієну.